# Дропер
Завантажувачі або Дропери (англ. Dropper) — сімейство зловмисного програмного забезпечення, призначенням якого є несанкціоноване і приховане від користувача встановлення на комп'ютер-жертву шкідливих програм, що містяться в самому тілі дропера або завантажуючи їх через мережу.

## Опис
Даний тип шкідливих програм звичайно без будь-яких повідомлень (або з оманливими повідомленнями про помилку в архіві, невірну версію операційної системи тощо) завантажує з мережі й зберігає на диску жертви файли з їхнім подальшим виконанням.
В результаті використання програм даного класу хакери досягають двох цілей:
- прихованої інсталяції троянських програм і вірусів;
- захисту від детектування відомих шкідливих програм антивірусами, оскільки не всі з них в змозі перевірити всі компоненти всередині подібних програм.

## Боротьба з дроперами
В період з 27 по 29 травня 2024 року правоохоронці зі США, Франції, Нідерландів, Великої Британії, Ірландії, Данії, Німеччини, Португалії та України провели масштабну спецоперацію «EndGame», в ході якої було видалено та арештовано 91 сервер і заблоковано понад 1000 доменів, пов’язаних зі злочинною діяльністю та які дозволяли кіберзлочинцям виманювати гроші у своїх жертв. Спецоперація, координована зі штаб-квартири Європолу, була націлена на дропери, зокрема таких, як IcedID, SystemBC, Pikabot, Smokeloader, Bumblebee і Trickbot. Понад 100 серверів ліквідували у Болгарії, Канаді, Німеччині, Литві, Нідерландах, Румунії, Швейцарії, Великій Британії, США та Україні. Понад дві тисячі доменів правоохоронцям вдалося взяти під контроль. Як зазначили в Європолі, це найбільша в історії операція з ліквідації ботнетів — злочинних сервісів, що відіграють важливу роль у розгортанні програм-вимагачів.